# Carl Frühling (Architekt)
Heinrich Johannes Carl Frühling (geboren am 4. August 1839 in Blankenburg; gestorben am 26. März 1912 in Braunschweig) war ein deutscher Architekt und Baubeamter.

## Leben
Frühling war ein Sohn des Blankenburger Kreisbaumeisters Carl Heinrich Frühling (1807–1893). Er besuchte von 1850 bis 1856 das Gymnasium in Blankenburg und studierte anschließend von 1856 bis 1859 Architektur bei Heinrich Ahlburg am Collegium Carolinum in Braunschweig. 1860 wurde er Assistent des Eisenbahnbaumeisters Carl Friedrich Ebeling (1816–1890) in Braunschweig. Von 1860 bis 1862 hatte er die Bauleitung am Ilsenburger Schloss inne und war seit 1861 für Graf Otto zu Stolberg-Wernigerode am Umbau des Schlosses in Wernigerode und bis 1877 auch mit dem Umbau und der Restaurierung des Ilsenburger Klosters beschäftigt. 1866 bestand er die Baumeisterprüfung (das zweite Staatsexamen im Baufach). Frühling erhielt durch Graf Otto die Genehmigung zum Bau eines eigenen Wohnhauses (Villa Frühling) am Schlossberg, das zudem vom Grafen finanziert wurde. Dies war seine offizielle Dienstwohnung, in die er am 1. April 1875 einzog. Seit 1880 war er gräflich- und ab 1890 fürstlich-stolbergischer Baurat (Schloßbaurat). Frühling fertigte auch Entwürfe für die Pferdeställe, eine gräfliche Gruft und das Fürst-Otto-Denkmal. Neben den Restaurationen mehrerer Kirchen entwarf und errichtete er auch Neubauten. Frühling kam erst kurz vor seinem Tod nach Braunschweig zurück. Er wurde am 29. März 1912 auf dem in Hauptfriedhof Braunschweig beigesetzt.

## Bauwerke (Auswahl)

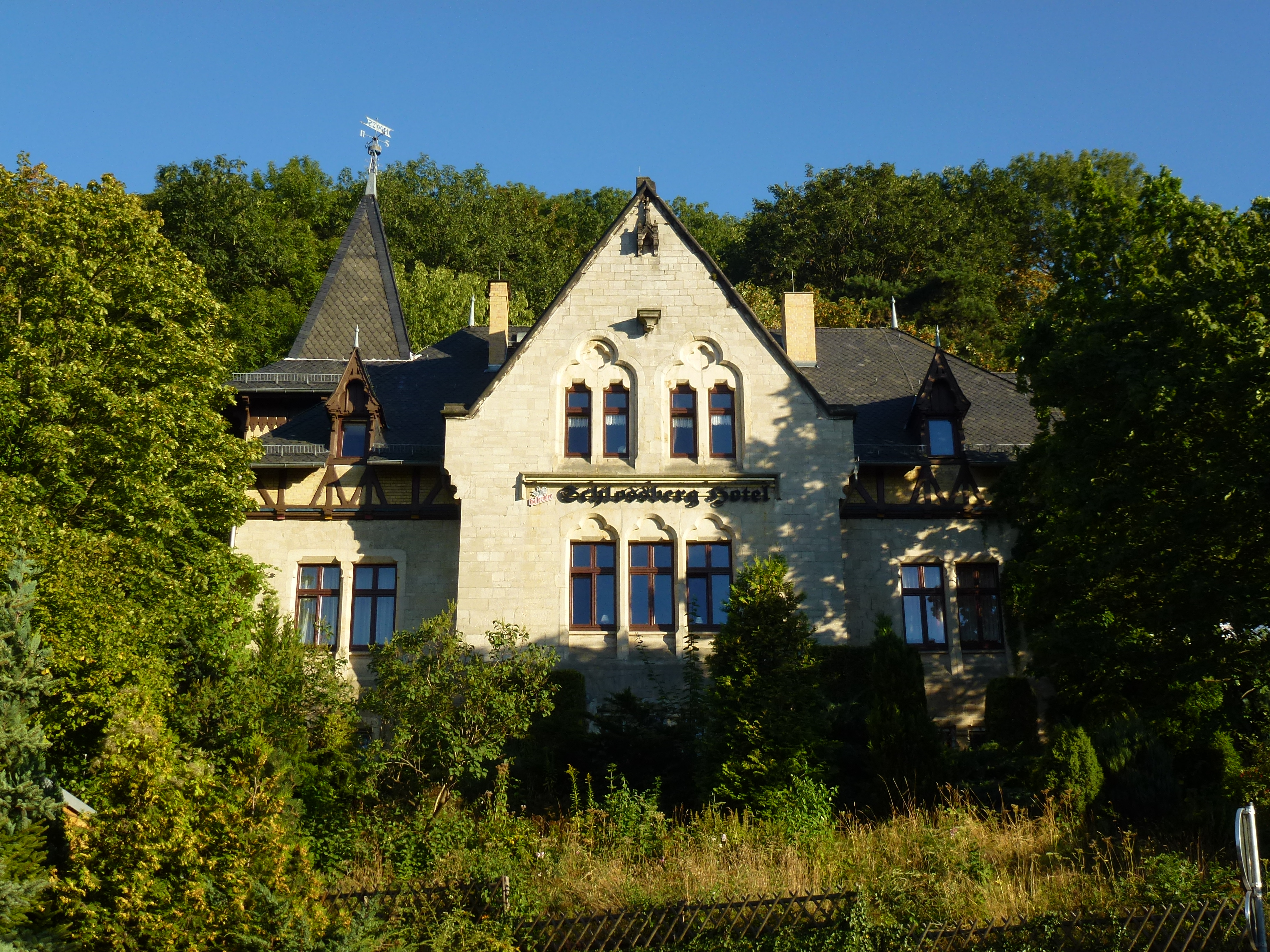
Ehemalige Villa Frühling

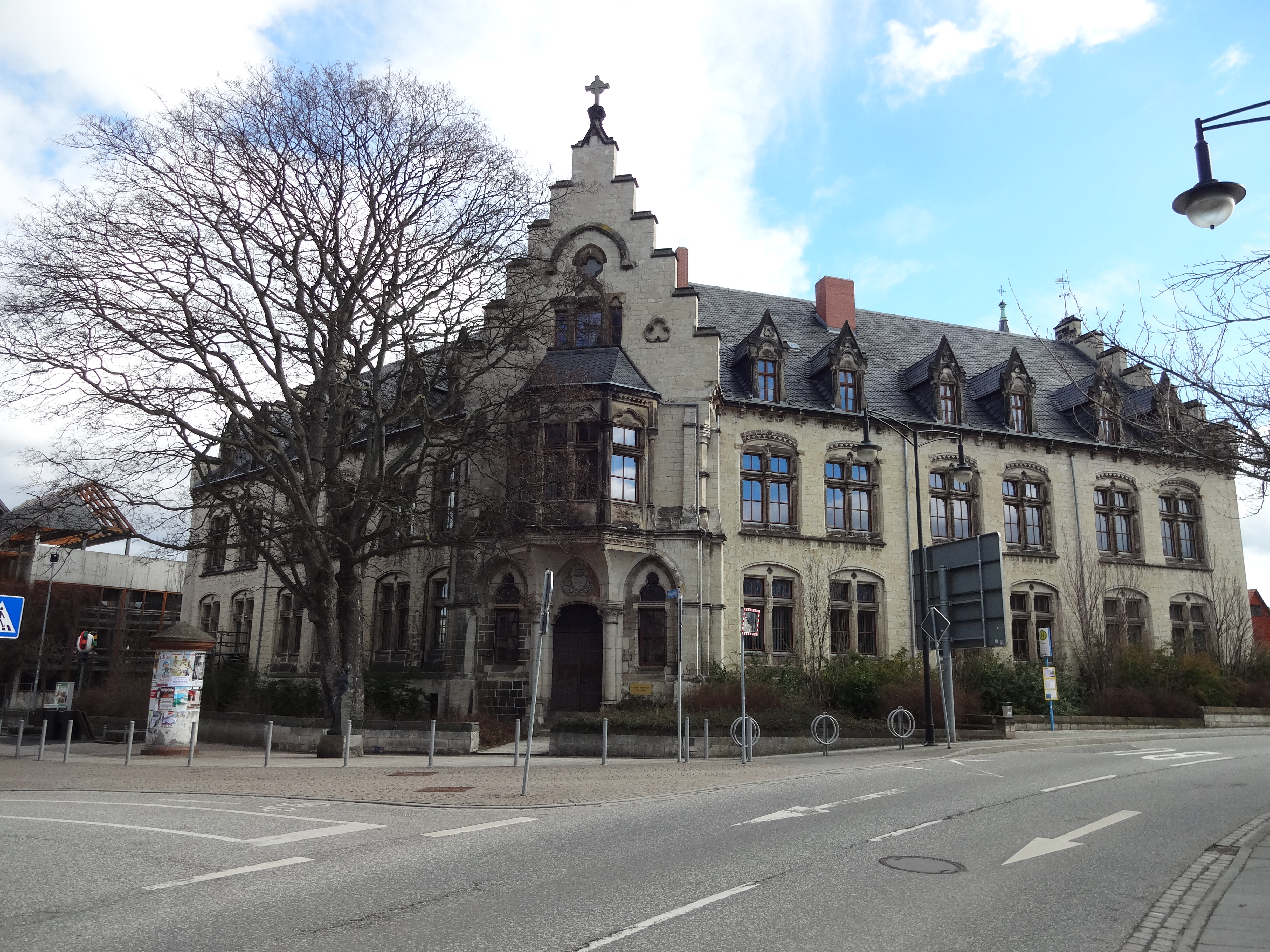
Gymnasium Wernigerode

- 1860–1862: Bauleitung beim Aus- und Erweiterungsbau Schloss Ilsenburg (für die Grafen Otto und Botho zu Stolberg-Wernigerode, nach Entwürfen des Architekten und Eisenbahnbaumeisters Ebeling aus Braunschweig)[3]
- 1861–1877: Bauleitung beim Umbau und der Restaurierung am Kloster Ilsenburg (für Otto zu Stolberg-Wernigerode)
- 1862–1884: Umbau des Schlosses Wernigerode im Stil des Historismus
- 1867–1883: Restauration der Evangelischen Kirche St. Vitus in Drübeck (gemeinsam mit dem Architekten Conrad Wilhelm Hase)
- 1871–1873: Gymnasium in Wernigerode, Westernstraße 29 (Gerhart-Hauptmann-Gymnasium)
- 1875: Eigenes Wohnhaus in Wernigerode, Burgberg 9a/b: „Villa Carl Frühling“ (Schlossberg Hotel)[4]
- 1877: Neubau der Evangelischen Kapelle der Neuerkeröder Anstalten
- 1879: Kirchturmbau Evangelische Kirche St. Maria in Ilsenburg
- 1880: Anbau eines Küchen- und Personalhauses in Fachwerk am Jagdhaus Plessenburg
- 1890–1892: Neubau der Evangelische Kirche in Stapelburg
- 1890er Jahre: Umbau des Gadenstedtschen Hauses
- 1897–1899 und 1910–1912 Erweiterungsbauten am Krankenhaus Wernigerode

## Familie
Frühling heiratete Emma (geborene Schott; 21. Oktober 1844 – 5. April 1924), mit der er mindestens zwei Töchter hatte.
- Emma Sofie Margarete Frühling (25. Dezember 1868 – 22. März 1929) war eine Stillleben- und Kunstmalerin. Seit 1912 wohnte sie in Braunschweig, wo sie 1924 ein Gewerbe als Kunstmalerin anmeldete.
- Ellen Frühling (verheiratete Herzog), aus deren Besitz ein Stillleben ihrer Schwester 1931 in das Städtischen Museums Braunschweig gelangte.[5]

Sein jüngerer Bruder Otto Frühling (1849–1919) war als Bauingenieur auch im Ausland tätig und gründete später in Braunschweig die Baufirma O. Frühling KGaA. Er war zudem der Erfinder des sogenannten „Frühlingbaggers“ zur Beseitigung von Schlick im Kanalbau.